# الیندال (ایندیانا)
الیندال، ایندیانا (به انگلیسی: Allendale, Indiana) یک منطقهٔ مسکونی در ایالات متحده آمریکا است که در ایندیانا واقع شده‌است.

## خصوصیات
الیندال ۲۵۰ نفر جمعیت دارد و ۱۶۸٫۸۶ متر بالاتر از سطح دریا واقع شده‌است.